# Ginga Sengoku Gun Yuuden Rai
Ginga Sengoku Gun Yuuden Rai (яп. 銀河戦国群雄伝ライ Гинга Сэнгоку Ганю:дэн Раи, Герои галактических воин) — японская манга, автором и иллюстратором которой является Дзёдзи Манабэ, впервые начала публиковаться издательством Kadokawa Shoten, однако с 7 тома манги издательством начала заниматься MediaWorks. Манга выпускалась с 1989 года по 2001 год. Всего выпущено 27 томов.
На основе сюжета манги студией Easy Film был выпущен аниме-сериал, который транслировался по телеканалу TV Tokyo с 8 апреля 1994 года по 31 марта 1995 года. Всего выпущено 52 серии аниме.

## Сюжет
Действие происходит в альтернативном мире, где великая империя средневекового феодального строя наподобие Китая и Японии освоили далёкие уголки галактики. Естественно без  межгалактических сражений (то есть феодальных) и политических интриг не обойтись. Действие разворачивается вокруг Самурая Рая, котором предстоит выполнять свой долг перед государством и будучи капитаном космического корабля объединять воюющие стороны недавно рухнувшей империи.

## Список персонажей
Рай Рюга (яп. 竜我 雷 Рю:га Рай)
Главный герой сериала, он управляет космическим кораблём и объединяет враждующие стороны, чтобы восстановить империю.
Сэйю: Нобуюки Хияма
Сисин Дайгакуя (яп. 大覚屋 師真 Дайгакуя Сисин)
Гений и стратег. Он очень много знает о истории, конфуцианской классике, военной тактике, астрономии и медицины. В аниме позже он становится более серьёзным, однако в манге он сохраняет свой весёлый и озорной характер, однако в нужные моменты становится серьёзным. Сначала был влюблён в Симон, но увидев, что она с Раем, позволил быть ей с ним. Позже становится лучшим другом Кагуоку.
Сэйю: Кадзуки Яо
Симон (яп. 紫紋 Симон)
Она дочь короля Судзэн Асо. После того, как её отца убил Рай, она жила под опекой Рая, позже влюбляется в него и выходит замуж.
Сэйю: Котоно Мицуси
Реила (яп. 麗羅 Рэйра)
Неуклюжая девушка, которая тайно влюблена в Рая.
Лан-лан (яп. 蘭々 Ран-ран)
Маленькая девочка, которая служит Симон. Она любит её и доверяет очень сильно. В манге Лан — младшая сестра Кагуоку а также ей отведено меньше роль. В конце манги она становится супругой Ринсокуки.
Сэйю: Сумиэ Баба
Кагуоку
Изначально ласковая и преданная супруга Гэни. Обладает магической силой. В манге она представлена как негативный персонаж, который кормит Гэни тоской и ненавистью. В конце манги она избавляется от его влияния и становится супругой Сисин, и заявляет, что родит общего ребёнка.

## Список серий аниме
| #  | Название                                                                                  | Дата выхода       |
| -- | ----------------------------------------------------------------------------------------- | ----------------- |
| 01 | A Flaming Star of Galaxy «Ginga no Fuuunji» (銀河の風雲児)                                | 8 апреля, 1994    |
| 02 | A Warlord Called One-Eyed Dragon «Bibou no Dokugan Ryuu» (美貌の独眼竜)                   | 15 апреля, 1994   |
| 03 | Thunder Jet Sallies Forth to the South Region! «Shutsugeki! 4077 Butai» (出撃! 4077部隊)  | 22 апреля, 1994   |
| 04 | First Ordeal of Galaxy Battle «Shouri e no Totsunyuu» (勝利への突入!)                     | 29 апреля, 1994   |
| 05 | Desperate Exodus «Kesshi no Dasshutsu Sakusen» (決死の脱出作戦)                           | 6 мая, 1994       |
| 06 | Headlong Charge to Enemy's Flag Ship «Nagurikomi Senkan» (なぐりこみ戦艦)                 | 13 мая, 1994      |
| 07 | Rescue of Rogina «Rouha o Sukue!» (狼刃を救え!)                                           | 20 мая, 1994      |
| 08 | Feud Among Three Dominant Forces «Hokuten ni Arashi Fuku» (北天に嵐吹く)                  | 27 мая, 1994      |
| 09 | Destroy the Traitors! «Uragirimono o Oe» (裏切り者を追え)                                 | 3 июня, 1994      |
| 10 | Desperate Rescue Operation «Sutemi no Kyuushutsu Sakusen» (捨て身の救出作戦)              | 10 июня, 1994     |
| 11 | Assassination of Dan-Joe «Danjou Ansatsu» (弾正暗殺!)                                     | 17 июня, 1994     |
| 12 | A Man to Kill Thunder Jet «Kongou Bakuha Sakusen» (金剛爆破作戦!)                         | 24 июня, 1994     |
| 13 | Shin, The Genius Strategist «Tensai Gunshi! Shishin» (天才軍師! 師真(シシン))             | 1 июля, 1994      |
| 14 | Revolt of Garer «Gaira Hanran» (骸羅反乱!)                                                | 8 июля, 1994      |
| 15 | Escape From Planet Go-Jo «Gojou Dasshutsu Sakusen» (五丈脱出作戦!)                        | 15 июля, 1994     |
| 16 | Counter-Attack of Queen Massina «Masamune no Gyakushuu» (正宗の逆襲!)                     | 22 июля, 1994     |
| 17 | Defend Nankyo at All Risk! «Mamore! Nankyourou» (守れ! 南京楼)                            | 29 июля, 1994     |
| 18 | Thunder Jet Vs. One-Eyed Dragon «Gekitotsu! Rai Tai Masamune» (激突! ライ 対 正宗)        | 5 августа, 1994   |
| 19 | Invincible Space Pirate «Muteki no Kaizoku Kantai» (無敵の海賊艦隊)                       | 12 августа, 1994  |
| 20 | Hairbreadth Escape from the Killers «Rai! Kiki Ippatsu» (ライ! 危機一髪)                  | 19 августа, 1994  |
| 21 | A Road to the Throne «Tenka e no Michi» (天下への道)                                      | 26 августа, 1994  |
| 22 | Hate And Compromise «Ute! Nise Koutei» (討て! 偽皇帝)                                     | 2 сентября, 1994  |
| 23 | The Great Fortress on Fire «Honoo no Taiyousai» (炎の大要塞)                              | 9 сентября, 1994  |
| 24 | One-Man War «Tatta Hitori no Sensou» (たった一人の戦争)                                   | 16 сентября, 1994 |
| 25 | Taskee's Mission Impossible «Tasuke no Supai Taisakusen» (太助のスパイ大作戦)             | 23 сентября, 1994 |
| 26 | Rogina Challenges Thunder Jet «Rouha Shutsugeki» (狼刃出撃!)                              | 30 сентября, 1994 |
| 27 | Decisive Battle in Burning Inferno «Honoo no Naka no Kessen» (炎の中の決戦)               | 7 октября, 1994   |
| 28 | Duel; Thunder Jet vs. Rogina «Taiketsu! Rai Tai Rouha» (対決! ライ 対 狼刃)               | 14 октября, 1994  |
| 29 | Farewell Rogina «Saraba Rouha» (さらば狼刃!)                                              | 21 октября, 1994  |
| 30 | An Expected Warship «Shutsugeki! Youma Senkan» (出撃! 妖魔戦艦)                           | 28 октября, 1994  |
| 31 | Fall Of Garer «Gaira Shisu» (骸羅(ガイラ)死す!)                                           | 4 ноября, 1994    |
| 32 | Escape from Nankyo! «Nankyourou Dasshutsu» (南京楼脱出!)                                  | 11 ноября, 1994   |
| 33 | Take Back Nankyo! «Ute! Rakou Gun» (討て! 羅候軍)                                         | 18 ноября, 1994   |
| 34 | Trap of Spelled Dagger «Youken no Wana» (妖剣の罠)                                        | 25 ноября, 1994   |
| 35 | An Ambitious Warrior «Yabou no Wakamusha» (野望の若武者)                                  | 2 декабря, 1994   |
| 36 | A Road to the Emperor «Teiou e no Michi» (帝王への道)                                     | 9 декабря, 1994   |
| 37 | The Last Battle of Pirate-Admiral «Gouketsu no Saigo» (豪傑の最後)                        | 16 декабря, 1994  |
| 38 | Crash! Thunder Jet vs. King Racko «Gekitotsu! Rai Tai Rakou» (激突! ライ 対 羅候(ラコウ)) | 23 декабря, 1994  |
| 39 | Gen-Yee's Plot «Youma no Takurami» (妖魔のたくらみ)                                       | 26 декабря, 1994  |
| 40 | Return of Massina, One Eyed Dragon «Masamune no Ketsudan» (正宗の決断)                    | 6 января, 1995    |
| 41 | T.J.'S Warship Explodes! «Kongou Daibakuhatsu» (金剛大爆発)                               | 13 января, 1995   |
| 42 | The Oath of Tramaroon «Toramaru no Chikai» (虎丸の誓い)                                   | 20 января, 1995   |
| 43 | Simone's Dream «Shimon no Omoi» (紫紋の想い)                                              | 27 января, 1995   |
| 44 | Peace Talk «Wahei Kaidan» (和平会談)                                                      | 3 февраля, 1995   |
| 45 | Calm before a Storm «Tooi Heiwa» (遠い平和)                                               | February 10, 1995 |
| 46 | Prologue of All-Out War «Tatakai no Jokyoku» (戦いの序曲)                                 | 17 февраля, 1995  |
| 47 | Sishin Lose a Battle! «Shishin Yabureru!» (師真(シシン)敗れる!)                           | 24 февраля, 1995  |
| 48 | Merciless Bombard «Tatakai no Hate ni» (戦いの果てに)                                     | 3 марта, 1995     |
| 49 | True Identity of Gen-Yee «Gen'i no Shoutai» (玄偉の正体)                                  | 10 марта, 1995    |
| 50 | For Love and Friendship «Tamashii no Koe ni» (魂の声に)                                   | 17 марта, 1995    |
| 51 | Battle at Twin Planets «Nijou Wakusei no Kessen» (二重惑星の決戦)                         | 24 марта, 1995    |
| 52 | Beyond the Endless Dream «Yume no Hate ni» (夢の果てに)                                   | 31 марта, 1995    |